# 汉宫春
汉宫春，词牌名。又名《汉宫春慢》，双调九十六字，前段四十七字，后段四十九字，八平韵，上下段各四平韵，一韵到底

## 词牌格式
仄仄平平，仄平平仄仄，仄仄平平（韵）。平平仄仄，平平仄仄平平（韵）。
平平仄仄，仄平平仄仄平平（韵）。平仄仄，平平仄仄，平平仄仄平平（韵）。
仄仄平平仄仄，仄平平仄仄，仄仄平平（韵）。平平仄平仄仄，仄仄平平（韵）。
平平仄仄，仄平平，仄仄平平（韵）。平仄仄，平平仄仄，平平仄仄平平（韵）。

## 例词
辛弃疾 立春
春已归来，看美人头上，袅袅春幡。无端风雨，未肯收尽馀寒。
年时燕子，料今宵、梦到西园。浑未办、黄柑荐酒，更传青韭堆盘。
却笑东风从此，便薰梅染柳，更没些闲。闲时又来镜裡，转变朱颜。
清愁不断，问何人、会解连环？生怕见、花开花落，朝来塞雁先还。